# Cardiochlamyeae
Cardiochlamyeae es una tribu de plantas con flores perteneciente a la familia de las convolvuláceas que tiene los siguientes géneros.

## Descripción
Los representantes de la tribu Cardiochlamyeae son en su mayoría lianas  leñosas. Las láminas de la hoja tienen forma de corazón, la venación es palmeada. Las brácteas son como hojas. Las flores son hermafroditas y con simetría radial. Sus sépalos son iguales a desiguales en longitud y aumenta en el tamaño de la fruta.  Los frutos no son dehiscentes.

## Distribución
Los géneros de la tribu Cardiochlamyeae se encuentran en Asia, solo el género Cardiochlamys es endémico de Madagascar.

## Géneros
- Cardiochlamys
- Cordisepalum
- Dinetus
- Duperreya[2]
- Poranopsis
- Tridynamia